# プラゾシン
プラゾシン（Prazosin）は、高血圧や前立腺肥大症の治療に用いられる交感神経遮断薬の一つである。商品名ミニプレス。外国では、不安、PTSD、パニック障害の軽減にも用いられる。交感神経α受容体遮断薬に分類され、α1受容体に特異的に作用する。α1受容体は血管平滑筋に存在し、ノルアドレナリンの作用の一つである血管収縮作用を司っている。α1受容体は中枢神経系にも存在する。
α受容体遮断活性に加え、プラゾシンはMT3受容体（ヒトには存在しない）の選択的遮断活性を持つ。MT1受容体およびMT2受容体への選択性は低い。

## 効能・効果
本態性高血圧症、腎性高血圧症、前立腺肥大症に伴う排尿障害の治療に使用される。
プラゾシンは経口薬であり、α1受容体への選択性が高いため心臓への作用は最小限となっている。しかし、プラゾシンを服用し始めた後、身体は（服用前の）高過ぎる血圧を維持しようとして恒常性調節が働き、心拍数と心収縮力が上昇する。プラゾシンの血圧低下効果は長期間服用後に現れて来る。心拍数と心収縮力は次第に元に戻り、血圧が低下する。この作用のため、プラゾシンは降圧薬の第二選択薬とされている。日本のガイドラインでは、ACE阻害薬／ARB、Ca拮抗薬、利尿薬の3剤併用でも目標血圧に達しない場合に使用が考慮される:49。
プラゾシンはまた前立腺肥大症に伴う排尿困難の治療に有用である。前立腺と尿道でその収縮を司っているのがα1受容体だからである。高血圧と前立腺肥大のいずれの場合もプラゾシンは第一選択薬ではないが、両疾患を併発している場合には選択肢となる。
プラゾシンは小児の重症な悪夢の治療やPTSDの治療にも応用される。シアトルのVA Puget Sound Health Care System（VAPSHCS）で退役軍人の睡眠障害に成功している。この目的での投与量は降圧薬として用いる場合よりも少量である。
プラゾシンはインド亜大陸に生息するインド赤サソリ（学名：Hottentotta tamulus ）による重症刺創にも推奨されている。

## 副作用
重大な副作用には、失神、意識喪失、狭心症がある。
他の副作用としては、起立性低血圧、鼻閉が知られている。起立性低血圧や失神は、α1受容体無しで身体が血圧を調整することが難しいことを物語っている。プラゾシン服用患者は、圧反射機能が低下しているために素早く立ち上がると血圧が適切に管理できないことを説明されるべきである。鼻閉は鼻粘膜の血管拡張によるものである。
プラゾシンに関連する現象の一つに、“初回用量反応関係”と呼ばれるものがある。これは特に起立性低血圧や失神が初回投与時に多いことに関係する。
非常に稀なプラゾシンの副作用として、持続勃起症が知られている。
もう一つ、プラゾシンの副作用として、白日夢や、その逆の睡眠時覚醒幻覚という副作用がある（夢幻精神病参照）。

## 研究開発
プラゾシンは2009年に完了した予備的臨床試験（患者24名）でアルコール依存症（AD）の治療に有望であるとの可能性が示された。それを受けて大規模第II相臨床試験が企画され実施されていたが、2016年現在、結果は公表されていない。また2015年に公表されたAD・PTSD併存患者30名を対象とした予備的臨床試験では、統計学的に有意な治療成績を示せなかった。